# Francisco Figueroa Cervantes
Francisco Figueroa Cervantes (ur. 11 kwietnia 1975 w Jiquilpan de Juárez) – meksykański duchowny katolicki, biskup pomocniczy Zamory od 2021.

## Życiorys

### Prezbiterat
Święcenia kapłańskie otrzymał 21 czerwca 2003 i został inkardynowany do diecezji Zamora. Po święceniach i studiach w Rzymie został wychowawcą w diecezjalnym seminarium. W 2018 objął stanowisko prowikariusza generalnego diecezji.

### Episkopat
29 maja 2021 papież Franciszek mianował go biskupem pomocniczym diecezji Zamora, ze stolicą tytularną Lamasba. Sakry udzielił mu 28 sierpnia 2021 nuncjusz apostolski w Meksyku – arcybiskup Franco Coppola.